# Muraqaba
Murāqaba (in arabo ﻣﺮﺍﻗﺒـة‎?) è il termine sufi per meditazione. Letteralmente significa "guardare oltre", "prendersi cura" o "dare un'occhiata". Metaforicamente si intende che con la meditazione, è possibile vedere oltre o prendersi cura della propria anima, acquistare conoscenza su essa, su ciò che le è intorno e sul Creatore. Fu ampiamente praticata da Maometto nei suoi ritiri sul monte Ḥirāʾ, con la pratica chiamata taḥannuth.

## Etimologia
La parola murāqabah deriva da rā-qāf-bāʿ ,  che significa custodire e vegliare con l'aspettativa di notare qualsiasi cambiamento, qualità uniche o anomalie di una data cosa. 